# Eviphis hirtellus
Eviphis hirtellus és una espècie d'àcar de la família Eviphididae.